# プジョー・イオン
イオン（iOn ）は、プジョーがかつて販売していた小型乗用車である。

## 概要
三菱自動車工業の電気自動車、i-MiEVの姉妹車として2010年から2019年まで販売された。

## 車名の由来
- イオンは、正または負の電気をもつ原子または原子団のことである。